# Caio César Alves dos Santos
Caio César Alves dos Santos (nacido el 29 de mayo de 1986 en Mirandópolis, Brasil) es un futbolista brasileño, más conocido como Caio, que juega como mediocampista en el Hapoel Tel Aviv de la Ligat ha'Al.

## Clubes
| Club                     | País     | Año       |
| ------------------------ | -------- | --------- |
| Barueri                  | Brasil   | 2002-2008 |
| Guarani (cedido)         | Brasil   | 2003-2004 |
| Internacional (cedido)   | Brasil   | 2006      |
| Palmeiras (cedido)       | Brasil   | 2007      |
| Eintracht Frankfurt      | Alemania | 2008-2012 |
| Bahia                    | Brasil   | 2012-2013 |
| Atlético Goianiense      | Brasil   | 2013      |
| Grasshoppers             | Suiza    | 2013-2017 |
| Maccabi Haifa            | Israel   | 2017-     |
| Hapoel Tel Aviv (cedido) | Israel   | 2018-     |